# James Gardner
James N. Gardner is een Amerikaans publicist.
Gardner heeft rechten gestudeerd aan de Yale Law School en is wetenschappelijk geïnteresseerd in complexiteitstheorie. Hij publiceerde reeds in verschillende wetenschappelijke tijdschriften zoals Nature biotechnology. Gardner was senator in Oregon en een partner in de lobbyisten firma Gardner en Gardner.

## De Biocosmos-hypothese
In zijn boek Biocosm uit 2003 stelt hij dat intelligent leven uiteindelijk zal fungeren als architect van het Universum met het doel baby-universa te maken met dezelfde levensvriendelijke kenmerken als ons huidig heelal. Zijn tweede boek The intelligent Universe vertelt het 'mogelijke' verhaal van zo'n toekomst waarin intelligent leven baby-universa voortbrengt.

## Werken
- Biocosm: The New Scientific Theory of Evolution : Intelligent Life Is the Architect of the Universe,Seth Shostak (voorwoord), James N. Gardner (auteur) Inner Ocean Publishing (August 2003), 344 pages ISBN 978-1930722224
- The Intelligent Universe: AI, ET, and the Emerging Mind of the Cosmos,James Gardner (auteur), Ray Kurzweil (voorwoord), New Page Books; 1st edition (February 15, 2007), 264 pages ISBN 978-1564149190